# Bleu marine

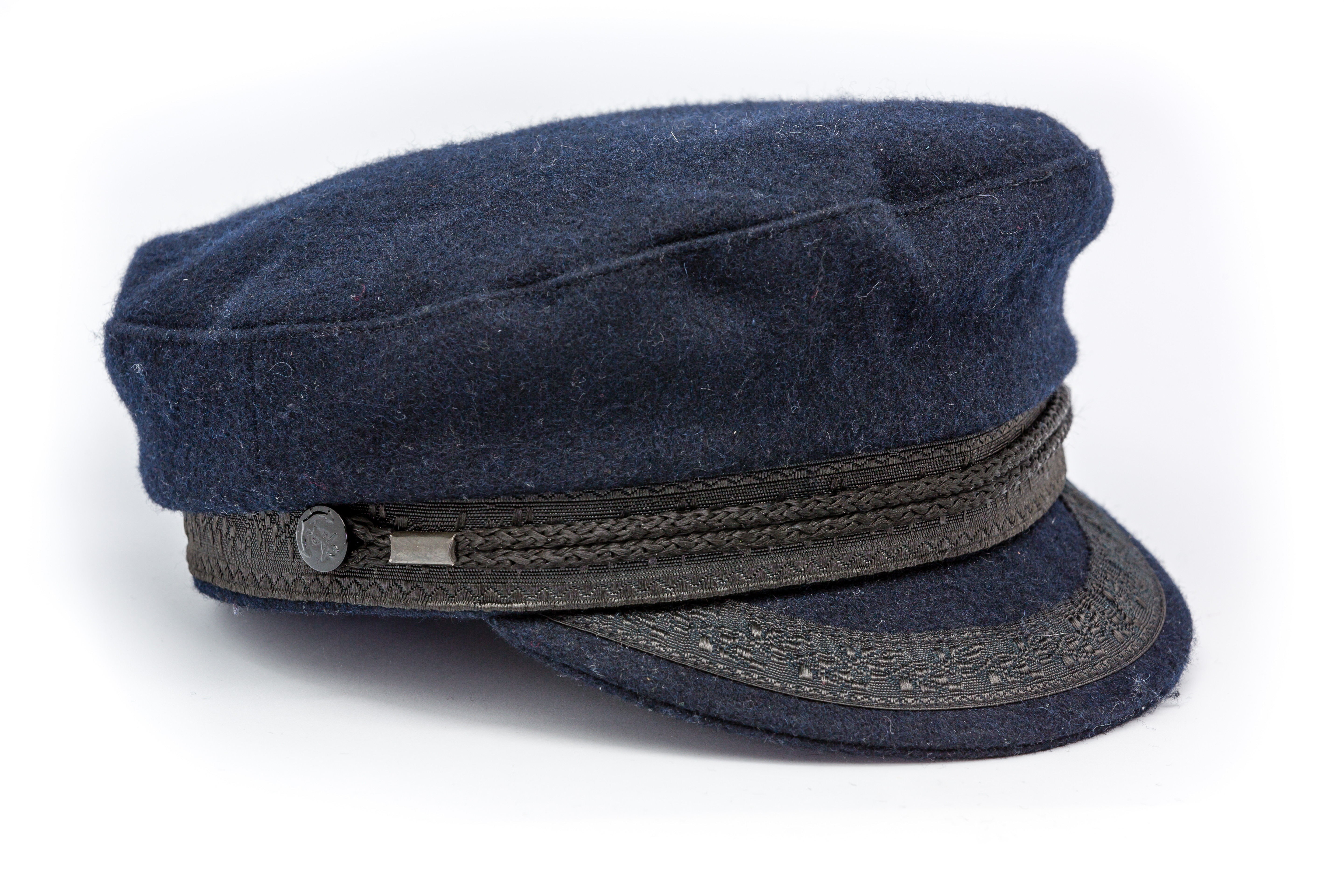
Casquette bleu marine.

Marine, bleu marine, bleu marin, gros bleu sont des noms de couleur désignant une ou plusieurs nuances de bleu foncé, en référence à celle que portent les marins de la Royal Navy depuis 1748, plus tard adopté par d'autres corps de marine (militaire ou non) ailleurs dans le monde. En France, la marine porte l'uniforme depuis un décret du Premier Empire en 1804.
Le « gros bleu » est aussi le textile tissu teint dans la couleur d'uniforme, dans lequel étaient taillées les tenues.

## Historique
En France, gros modifiant un nom de couleur désigne une teinte foncée.  Le gros bleu était autrefois un vin de qualité médiocre, comme le gros rouge.
Dans cet emploi, le gros bleu peut être de toute espèce de bleu foncé. Ainsi le Mercure de France écrit-il en 1733 « lorsque nos Rois prirent des fleurs de Lys pour armoiries, ils les mirent sur un fond de gros bleu ».
Bleu marin est attesté en 1838 : « Nous avons toutes les audaces en fait de modes, aujourd'hui nous portons le paletot couleur mastic demain le paletot bleu marin », écrit ironiquement Le Figaro.
Bleu marine est attesté en 1841.

## Nuanciers
Dans les applications du web et de dessin vectoriel SVG le nom de couleur navy renvoie un bleu-violet primaire pur à mi-luminosité.
Dans les nuanciers commerciaux, on trouve, en fil à broder 820 bleu marine ; en teinture pour textiles bleu marine ; en peinture pour la décoration bleu marine, bleu marin.